# 千葉地方検察庁
千葉地方検察庁（ちばちほうけんさつちょう）は、千葉県千葉市にある日本の地方検察庁の一つで、千葉県を管轄している。略称は、千葉地検（ちばちけん）。佐倉、一宮、松戸、木更津、館山、八日市場、佐原に支部を置いている。ただし、佐原支部は佐倉支部内で業務を行っている。
南町分室内に常設されている特別刑事部は、全国の主要検察庁（特別捜査部がある東京・大阪・名古屋の各地検を除く）に置かれ、特捜部と同様に独自捜査を行っている。

## 所在地
- 本庁 - 千葉市中央区中央4丁目11-1 千葉第2地方合同庁舎 北緯35度36分24.6秒 東経140度7分22.5秒 / 北緯35.606833度 東経140.122917度
千葉都市モノレール葭川公園駅から徒歩3分
京成千葉線・千原線千葉中央駅から徒歩5分
JR内房線・外房線本千葉駅から徒歩8分
JR総武線・内房線・外房線千葉駅から徒歩15分
京成・千葉中央・小湊・ちばフラワーバス「中央三丁目」バス停徒歩2分
- 南町分室（特別刑事部） - 千葉市中央区南町2丁目11-7 北緯35度34分54.7秒 東経140度8分1.7秒 / 北緯35.581861度 東経140.133806度
- 佐倉支部・佐原支部 - 佐倉市弥勒町94 北緯35度43分10秒 東経140度14分8.3秒 / 北緯35.71944度 東経140.235639度
京成本線京成佐倉駅から徒歩10分
JR総武線・成田線佐倉駅から徒歩30分
- 一宮支部 - 長生郡一宮町一宮2802 北緯35度22分30.4秒 東経140度21分51.8秒 / 北緯35.375111度 東経140.364389度
JR外房線上総一ノ宮駅から徒歩5分
- 松戸支部 - 松戸市岩瀬473-2 松戸法務総合庁舎 北緯35度46分54秒 東経139度54分8.1秒 / 北緯35.78167度 東経139.902250度
JR常磐線・京成松戸線松戸駅から徒歩10分
- 木更津支部 - 木更津市新田2丁目5-1 木更津法務総合庁舎 北緯35度22分43.7秒 東経139度55分17.5秒 / 北緯35.378806度 東経139.921528度
JR内房線・久留里線木更津駅から徒歩15分
日東交通（バス）「裁判所前」バス停から徒歩1分
- 館山支部 - 館山市北条1073 北緯34度59分29.7秒 東経139度52分13秒 / 北緯34.991583度 東経139.87028度
JR内房線館山駅から徒歩15分
JRバス関東・日東交通（バス）「南町」バス停から徒歩1分
- 八日市場支部 - 匝瑳市八日市場イ513-2 北緯35度41分52.6秒 東経140度32分38.2秒 / 北緯35.697944度 東経140.543944度
JR総武線 八日市場駅から徒歩15分
千葉交通（バス）「砂原」バス停から徒歩5分

## 管轄

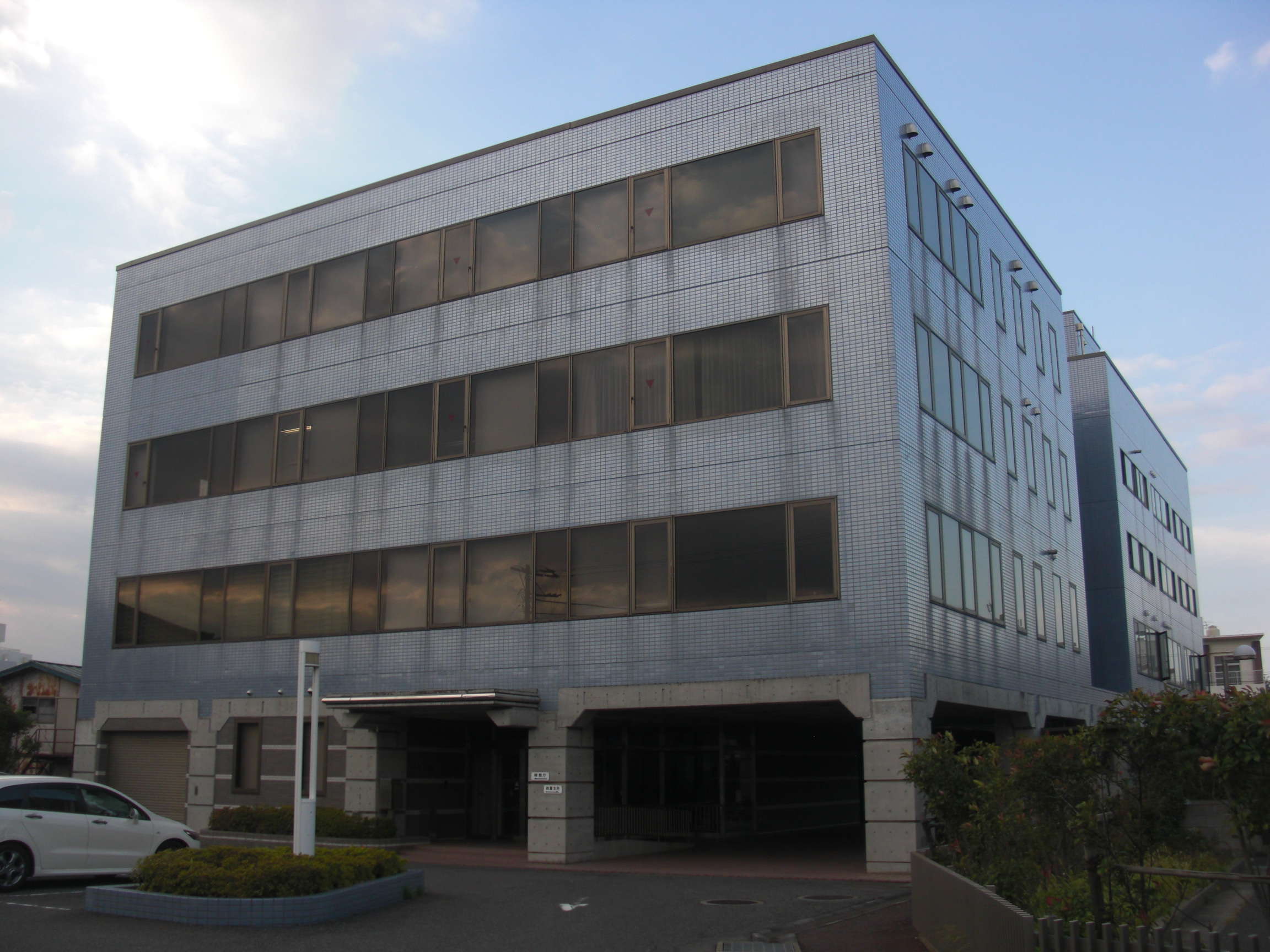
木更津区検の入る木更津法務総合庁舎

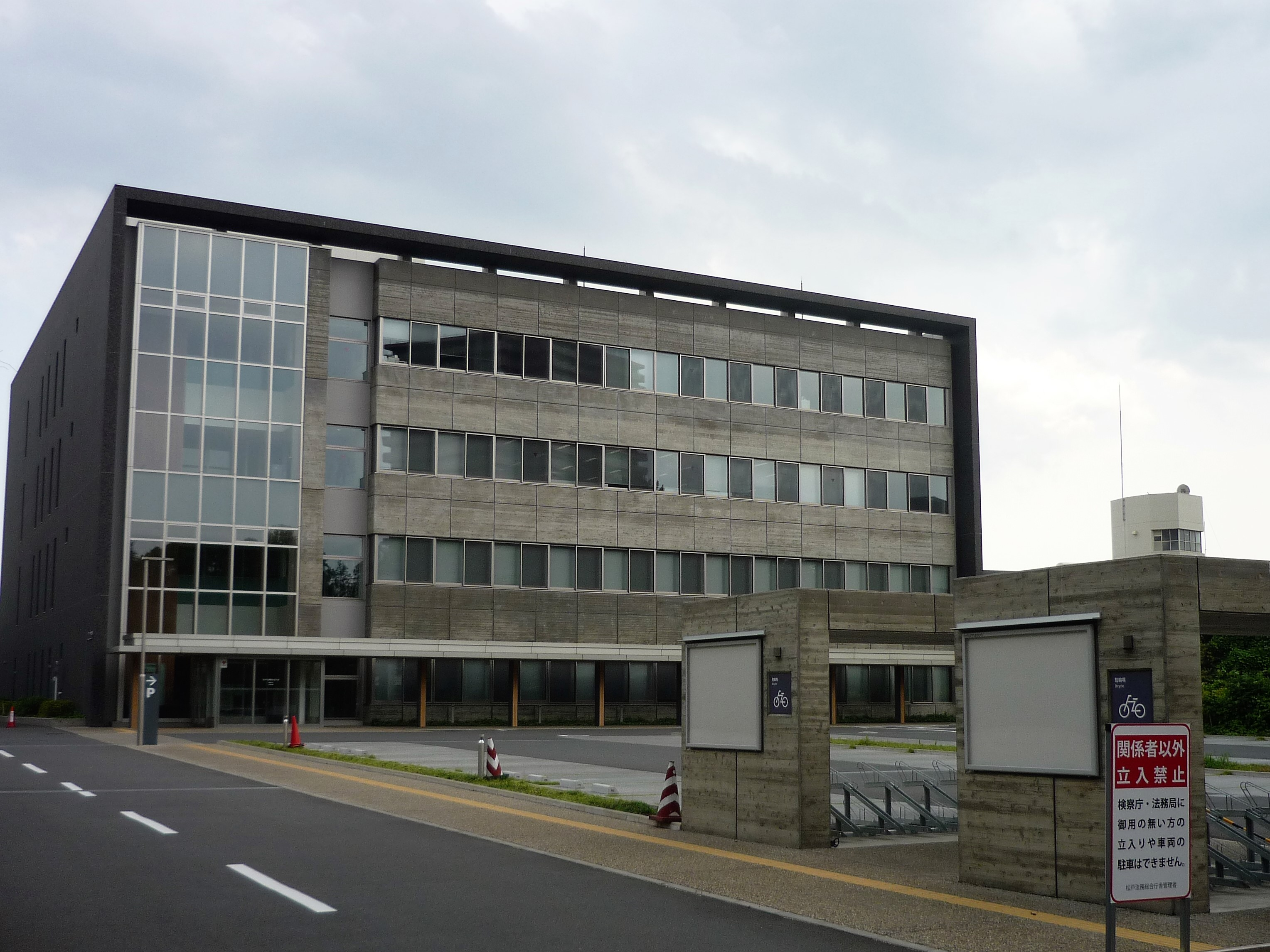
松戸区検の入る松戸法務総合庁舎

- 本庁 - 南町分室の取り扱わないすべての事案
- 南町分室 - 刑事事件
  - 千葉区検察庁（千葉市、習志野市、市原市、八千代市） - 本庁と同所在地
  - 市川区検察庁（市川市、船橋市、浦安市） - 市川市鬼高二丁目20番13号
- 佐倉支部
  - 佐倉区検察庁（佐倉市、成田市、四街道市、八街市、印西市、白井市、富里市、印旛郡） - 佐倉支部と同所在地
- 一宮支部
  - 千葉一宮区検察庁（茂原市、勝浦市、いすみ市、長生郡、夷隅郡） - 一宮支部と同所在地
- 松戸支部
  - 松戸区検察庁（松戸市、野田市、柏市、流山市、我孫子市、鎌ケ谷市） - 松戸市岩瀬473番地2 松戸法務総合庁舎
- 木更津支部
  - 木更津区検察庁（木更津市、君津市、富津市、袖ケ浦市） - 木更津市新田二丁目5番1号 木更津法務総合庁舎
- 館山支部
  - 館山区検察庁（館山市、鴨川市、南房総市、安房郡） - 館山市北条1073番地
- 八日市場支部
  - 八日市場区検察庁（匝瑳市、香取郡（多古町）、山武郡（横芝光町、芝山町）） - 匝瑳市八日市場イ513番地2
  - 銚子区検察庁（銚子市、旭市（旧香取郡干潟町を除く）） - 匝瑳市八日市場イ513番地2
  - 東金区検察庁（東金市、山武市、大網白里市、山武郡（九十九里町）） - 匝瑳市八日市場イ513番地2
- 佐原支部
  - 佐原区検察庁（香取市、旭市（旧香取郡干潟町）、香取郡（神崎町、東庄町）） - 佐倉市弥勒町94番地